# La Vie, l'Amour, la Mort
La Vie, l'Amour, la Mort is een Franse dramafilm uit 1969 onder regie van Claude Lelouch.

## Verhaal
Een huisvader heeft een bevredigend seksleven met zijn minnares. Toch vermoordt hij verschillende prostituees uit woede over zijn impotentie. Na een proces wordt hij veroordeeld tot de doodstraf.

## Rolverdeling
| Acteur            | Personage             |
| ----------------- | --------------------- |
| Amidou            | François Toledo       |
| Caroline Cellier  | Caroline              |
| Janine Magnan     | Janine                |
| Marcel Bozzuffi   | Commissaris Marchand  |
| Pierre Zimmer     | Politieofficier       |
| Catherine Samie   | Julie                 |
| Lisette Bersy     | Hélène                |
| Albert Naud       | Advocaat              |
| Jean-Pierre Sloan | Procureur             |
| Nathalie Durrand  | Sophie                |
| Sylvia Saurel     | Prostituee            |
| Denyse Roland     | Prostituee            |
| Rita Maiden       | Prostituee            |
| Pierre Collet     | Beul                  |
| Albert Rajau      | Assistent van de beul |